# Lycoperdon subincarnatum
Lycoperdon subincarnatum är en svampart som beskrevs av Peck 1872. Lycoperdon subincarnatum ingår i släktet Lycoperdon och familjen Agaricaceae.   Inga underarter finns listade i Catalogue of Life.